# Cryphia olivacea
Cryphia olivacea är en fjärilsart som beskrevs av Leo Schwingenschuss 1955. Cryphia olivacea ingår i släktet Cryphia och familjen nattflyn. Inga underarter finns listade i Catalogue of Life.